# Donji Rsojevići
Donji Rsojevići este un sat din comuna Danilovgrad, Muntenegru. Conform datelor de la recensământul din 2003, localitatea are 56 de locuitori (la recensământul din 1991 erau 84 de locuitori).

## Demografie
În satul Donji Rsojevići locuiesc 43 de persoane adulte, iar vârsta medie a populației este de 42,6 de ani (39,6 la bărbați și 46,7 la femei). În localitate sunt 20 de gospodării, iar numărul mediu de membri în gospodărie este de 2,80.
|  |

| Demografie | Demografie | Demografie |
| An         | Locuitori  | Locuitori  |
| ---------- | ---------- | ---------- |
|            |            |            |
|            |            |            |
|            |            |            |
|            |            |            |
| 1948       | 197        |            |
| 1953       | 221        |            |
| 1961       | 190        |            |
| 1971       | 162        |            |
| 1981       | 114        |            |
| 1991       | 84         | 84         |
| 2003       | 56         | 56         |

| \| Componența etnică conform recensământului din 2003[2] \| Componența etnică conform recensământului din 2003[2] \| Componența etnică conform recensământului din 2003[2] \| Componența etnică conform recensământului din 2003[2] \| Componența etnică conform recensământului din 2003[2] \| \| ----------------------------------------------------- \| ----------------------------------------------------- \| ----------------------------------------------------- \| ----------------------------------------------------- \| ----------------------------------------------------- \| \| \| \| \| \| \| \| Muntenegreni \| Muntenegreni \| \| 44 \| 78,57% \| \| Sârbi \| Sârbi \| \| 10 \| 17,85% \| \| necunoscută \| necunoscută \| \| 0 \| 0% \| |              |  |    |        |
| Componența etnică conform recensământului din 2003 |              |  |    |        |
| |              |  |    |        |
| Muntenegreni | Muntenegreni |  | 44 | 78,57% |
| Sârbi | Sârbi        |  | 10 | 17,85% |
| necunoscută | necunoscută  |  | 0  | 0%     |